# Wykałaczka

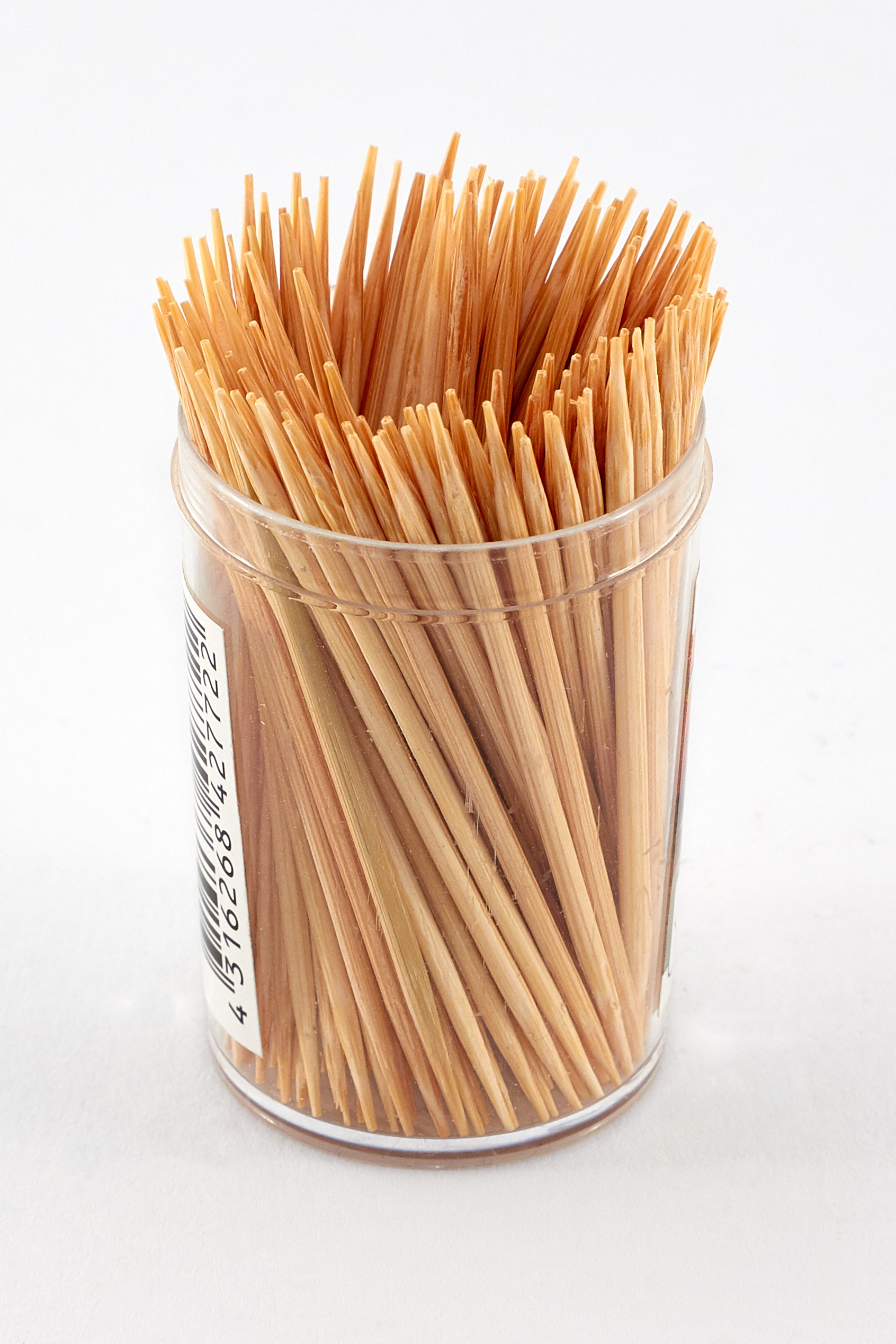
Drewniane wykałaczki

Wykałaczka – mały kawałek drewna lub innego materiału, np. plastiku, służący do usuwania resztek pokarmu spomiędzy zębów po jedzeniu. Przypomina mały (o długości kilku centymetrów), cienki (1 milimetr) patyczek, ostro zakończony z co najmniej jednej strony.

## Historia
Pomimo że wykałaczki były zapewne wykorzystywane przez ludzi od najdawniejszych czasów, stały się popularniejsze dopiero w XIX wieku, gdy rozpoczęto ich produkcję w celach handlowych.
Niektóre źródła mówią, że doktor Levi Spear Parmly z Nowego Orleanu, dentysta, wymyślił wykałaczki z drewna na początku pierwszej dekady XIX wieku. Następnie jego rodzina ręcznie strugała wykałaczki, wykorzystując do tego drzazgi.
Inne źródła mówią, że wykałaczki były po raz pierwszy użyte w Stanach Zjednoczonych w restauracji Union Oyster House w Bostonie w stanie Massachusetts. Charles Forster sprowadził je tam z Ameryki Południowej, płacąc studentom Harvardu za jedzenie w tej restauracji i korzystanie z nich.
20 lutego 1872 stworzono pierwszą maszynę, która automatycznie wytwarzała wykałaczki. Jej twórcami byli Silas Noble oraz James Cooley z Granville w Massachusetts.